# Evolvulus chamaepitys
Evolvulus chamaepitys är en vindeväxtart som beskrevs av Carl Friedrich Philipp von Martius. Evolvulus chamaepitys ingår i släktet Evolvulus och familjen vindeväxter.

## Underarter
Arten delas in i följande underarter:
- E. c. desertorum
- E. c. paraguayensis